# Rosali Scalabrin
Rosali Scalabrin (Itati, 29 de julho de 1962) é uma socióloga e ativista política brasileira.

## Biografia
Aos 10 anos de idade foi para o Pará com sua família, assentada pelo Incra, com outros trabalhadores da Transamazônica, em Santarém. Já aos 15 anos começou a militar no movimento de resistência dos trabalhadores rurais.
Mudou-se em 1986 para o Acre, onde se formou em sociologia pela Universidade Federal do Acre. Atuou ao lado da Comissão Pastoral da Terra (CPT) na organização do Sindicato dos Trabalhadores Rurais, num período em que os conflitos fundiários chegavam ao seu auge. Ajudou a organizar na região a Central Única dos Trabalhadores e o Movimento dos Trabalhadores Rurais e Seringueiros do Acre. Fundou a ONG feminista Rede Acreana de Mulheres e Homens (RAMH).
Integrou em 1994 a equipe da Casa Rosa Mulher, um centro de referência para mulheres vítimas de violência criado pela prefeitura de Rio Branco. Criou no Ministério da Agricultura o programa Coopergenero, para promover a igualdade entre homens e mulheres no no âmbito do  cooperativismo rural. Foi coordenadora municipal de políticas para mulheres de Rio Branco.
Recebeu em 2012 o Diploma Bertha Lutz do Senado Federal, indicada pelo Conselho Municipal de Defesa dos Direitos da Mulher de Rio Branco.
É casada com o deputado federal Sibá Machado.